# 라도슬라프 코바치
라도슬라프 코바치(체코어: Radoslav Kováč, 1979년 11월 27일, 슘페르크 ~)는 체코의 전 축구 선수이다. 포지션은 수비수였다. 현재 SFC 오파바에서 감독으로 있다.